# 王撰

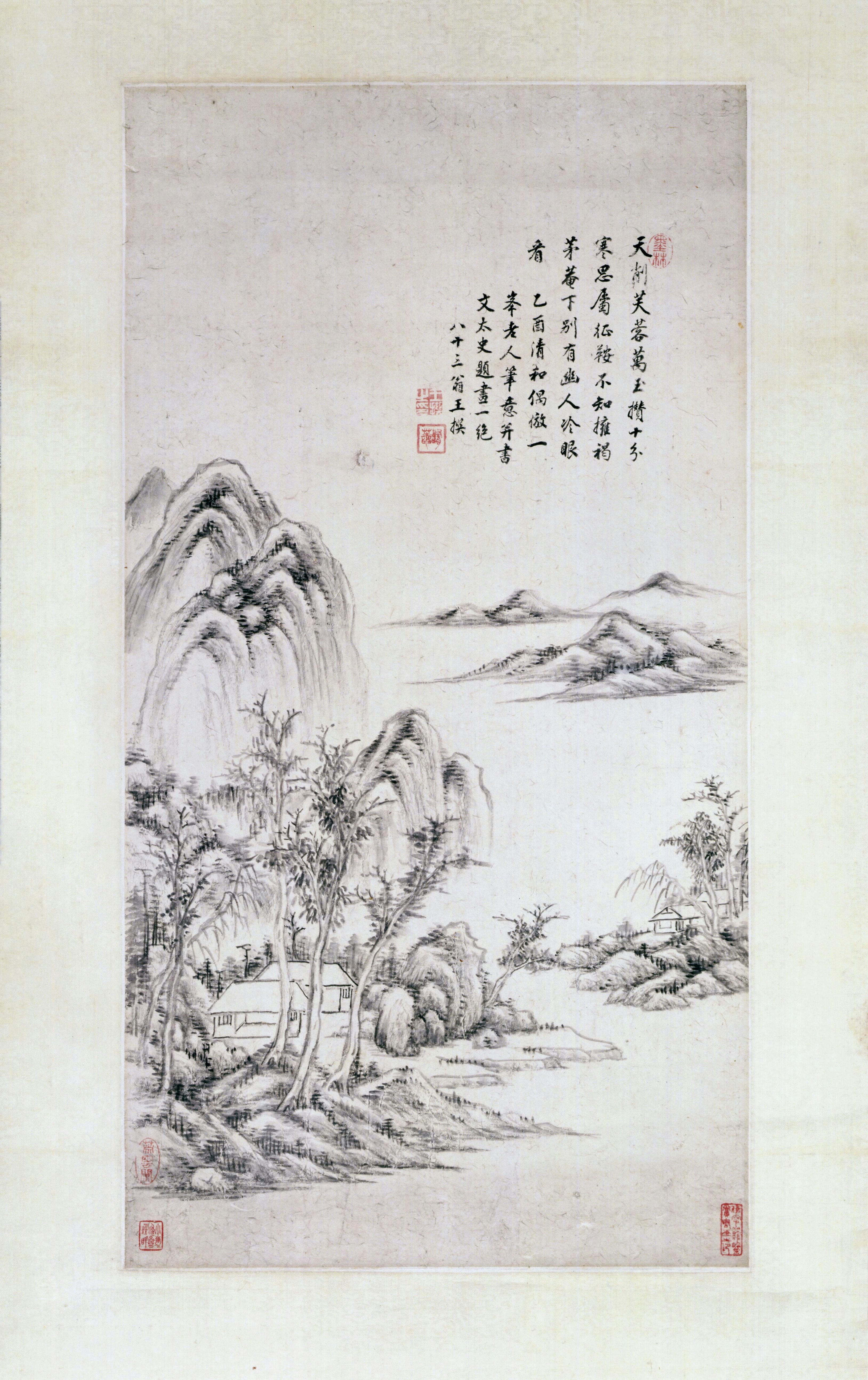
王撰仿黄公望山水圖（北京故宫博物院藏）

王撰（1623年—1709年），字異公，號隨庵、隨誾、隨叟、揖山居士，直隸太倉州（今江蘇太倉市）人。

## 生平
畫家王時敏之第三子，擅畫山水，工隸書。平時喜作淺絳山水，峰巒樹石，畫風類似其父，但不若王原祁之沉雄恣肆。八十歲後猶能作畫。婁東十子之一。